# What's the Worst That Could Happen?
What's the Worst That Could Happen? é um filme estadunidense de 2001, do gênero comédia de ação e aventura, dirigido por  Sam Weisman e estrelado por Martin Lawrence e Danny DeVito. Livremente inspirado no livro de mesmo nome escrito por Donald E. Westlake (1933–2008).

## Sinopse
Kevin Caffery (Martin Lawrence) é um jovem ladrão profissional especializado em furtar artigos de valor. Seu mais novo plano é roubar a mansão de um  deputado ricaço chamado Max Fairbanks (Danny DeVito), enquanto ele estiver fora. O plano parecia perfeito, mas bem na hora do roubo, Max volta pra casa e flagra Kevin em ação. Após uma discussão, Max chama a polícia e se interessa pelo belo anel da sorte de Kevin. Como também não é nenhum exemplo de honestidade, Max diz aos policias que o anel que Kevin está usando é dele e por isso acaba se apossando do objeto. Kevin consegue escapar dos tiras e como o ganancioso Max se nega a devolver o seu anel, Kevin está decidido a fazer da vida dele um inferno contando com a ajuda do amigo Berger (John Leguizamo), do seu tio Jack (Bernie Mac) e da sua namorada Amber (Carmen Ejogo). A partir daí se inicia um "jogo de ladrão contra ladrão" entre Kevin e Max pela posse do anel.

## Elenco
- Martin Lawrence ....Kevin Caffery
- Danny DeVito ....Max Fairbanks
- John Leguizamo ....Berger
- Glenne Headly ....Gloria Sidell
- Carmen Ejogo ....Amber Belhaven
- Bernie Mac ....tio Jack Caffery
- William Fichtner ....Detetive Alex Tardio
- Richard Schiff ....Walter Greenbaum
- Larry Miller ....Earl Radburn
- Nora Dunn ....Lutetia Fairbanks
- Ana Gasteyer....Ann Marie
- Siobhan Fallon Hogan....Edwina
- Lenny Clarke ....Windham
- GQ ....Shelly Nix
- Sascha Knopf ....Tracey Kimberly
- Mike Jessel ....Sorveteiro

## Trilha musical
1. "Fuck What They Say"- 3:42 (Snoop Dogg)
2. "Stick 'Em"- 4:12 (Cha Cha)
3. "Wooden Horse"- 3:42 (Craig Mack & Frank Sinatra)
4. "No Job"- 4:29 (Sara Jane)
5. "Everywhere You Go"- 4:39 (Queen Latifah & Sara Jane)
6. "Bang ta Dis"- 3:39 (Benzino)
7. "What's the Worst That Could Happen?"- 4:12 (Supafriendz)
8. "Happy Feelin's"- 5:45 (Sam Logan)
9. "Whatever Jo Wants, Jo Gets"- 4:51 (Jo Doja)
10. "That's the Way Love Goes"- 3:28 (Nina)
11. " "- 3:55 (Erick Sermon & Marvin Gaye)
12. "Ladies Are U Wit Me"- 4:00 (Dyme)
13. "Shoot 'Em Up"- 4:00 (Doggy's Angels)
14. "I Got Duvs on It"- 4:47 (Boss Town)
15. "Hit the Road Jo"- 4:46 (Jo Doja)
16. "My Love, Your Love"- 3:42 (Lejit)